# Bondrée des Célèbes
Pernis celebensis
Espèce
Statut de conservation UICN

 LC  : Préoccupation mineure
Statut CITES
La Bondrée des Célèbes (Pernis celebensis) est une espèce d'oiseau de la famille des Accipitridae, de la tribu des Pernini.

## Répartition
Cet oiseau vit aux Célèbes, sur les îles de Sulawesi, de Muna, de Butung et de Banggai. 

## Écologie
La bondrée des Célèbes vit dans les forêts, jusqu'à 1800 m. L'adulte imite par son plumage l'aigle des Célèbes (Spizaetus lanceolatus), un mécanisme lui permettant de décourager des prédateurs et de se protéger. 

## Systématique
Une ancienne sous-espèce est désormais considérée comme une espèce à part entière, la Bondrée de Steere (Pernis steerei  W.L. Sclater 1919).